# IEs4Linux
IEs4Linux는 리눅스에서 Wine에 설치하여 인터넷 익스플로러를 작동시킬 수 있는 오픈 소스 스크립트이다.
그러나 2008년 마지막 릴리즈를 이후로 더 이상 공식 블로그에서 업데이트가 올라오고 있지 않다. 또한, 최근 버전의 와인 소프트웨어를 오래된 버전이라고 인식하며 설치를 성공하여도 제대로 실행되지 않는 문제점이 있다.

## 기술적 참고사항
버전 2.99.0.1은 새로운 와인 및 KDE 버전에서 동작하지 않는다. 해결책은 다음과 같이 심볼릭 링크를 만든 다음
```
   sudo ln -sv /usr/bin/winecfg /usr/bin/wineprefixcreate
```

--no-gui 명령 줄 옵션을 사용하여 ./ies4linux를 실행하는 것이다.

## 개발 중단
IEs4Linux의 개발은 2008년 이후로 계속되지 않고 있으며 개발 중단의 여지가 있다.